# مركز تدريب يوفنتوس (تورينو)
مركز تدريب يوفنتوس (المعروف بالعامية باسم "تورينو") هي منشأة تدريب لكرة القدم يملكها نادي يوفنتوس الإيطالي، أرض التدريب هي جزء من مشروع قرية يوفنتوس وتتميز بمرافق حديثة وتم افتتاحها في أبريل 2018. تبلغ مساحة المنشأة 59،500 متر مربع.
يتم استخدام المنشأة كساحة تدريب لفريق يوفنتوس للرجال وفريق يوفنتوس تحت 23 عامًا، ليحل محل مركز التدريب في فينوفو، والذي يستخدم الآن حصريًا للمباريات والتدريب لفئة شباب يوفنتوس (فعليًا منذ 2017) وفريق السيدات.

## المرافق
منطقة التدريب تشمل:
أربعة ملاعب تدريب على العشب الطبيعي
غرف خلع الملابس
مكاتب الطاقم الفني والطبي
غرف العلاج الطبيعي
صالة رياضية
مسبح
يضم المركز الإعلامي:
غرفة للاجتماعات الفنية ومشاهدة الفيديو
استوديوهات تلفزيون يوفنتوس
قاعة الصحافة، التي يمكن أن تستوعب ما يصل إلى 30 صحفيًا، لعقد المؤتمرات الصحفية
المناطق المخصصة للرعاة